# Michigan: Report from Hell
Michigan: Report from Hell (в Японии выпущена под названием Michigan) — видеоигра в жанре survival horror, разработанная компанией Grasshopper Manufacture для консоли PlayStation 2. В Японии игра была выпущена студией Spike 5 августа 2004 года. Спустя год 505 Games выпустила игру в Европе, в том же году состоялся релиз в Австралии. Игра никогда не издавалась в Соединённых Штатах.

## Сюжет
Действие игры разворачивается в Чикаго, штат Иллинойс. Игрок берёт на себя роль оператора-новичка новостной компании ZaKaTV, развлекательного подразделения крупного конгломерата ZaKa. Вместе со звукооператором Бриско и репортёром Памелой герой направляется на место съёмок репортажа о таинственном тумане, окутавшем город. Вскоре герои узнают, что туман превращает людей в монстров. Одно из существ нападает на Памелу, а позже заражает девушку. Герой, Бриско и новый репортёр решают расследовать причины инцидента. Результатом расследования становится вирус, созданный доктором О’Коннором. В разработке оружия также участвовали армия США, правительство и сама компания ZaKa, на которую работают герои.
После тщетной попытки получить вакцину, съёмочная группа направляется в аэропорт, откуда их должны эвакуировать. В аэропорту они встречают странного молодого человека, подопытного доктора О’Коннора. После того, как юноша начинает странно себя вести, репортёр по команде оператора стреляет в него, что становится причиной смерти незнакомца: сперва он превращается в бесформенный шар из плоти, а затем взрывается. Каким-то образом это заставляет туман рассеяться, что наталкивает Бриско на мысль, что юноша и был причиной всего инцидента.
Последним шансом спастись для команды является маяк, который военные приказали запустить, чтобы самолёт смог их забрать. Пока репортёр остаётся внизу, герой вместе с Бриско бегут наверх. Внезапно Бриско начинает мутировать. Герой бежит дальше, тогда как Бриско-мутант с жутким смехом выпрыгивает из окна.

### Концовки
В зависимости от набранных очков игрок может увидеть одну из четырёх концовок:
- «Саспенс» — герой записывает на камеру сообщение, в котором сожалеет о произошедшем и скорбит о смерти одной из репортёров Нины Валков, после чего клянётся за неё отомстить. Запись прерывает таинственный убийца, стреляющий в героя.
- «Эротика» — герой записывает на камеру сообщение, в котором, смакуя, рассказывает о самых пикантных кадрах и ракурсах, что ему удалось заснять. Запись прерывает таинственный убийца, стреляющий в героя.
- «Безнравственность» — герой записывает на камеру сообщение, в котором рассказывает о проделанной им работе, не выражая какого-либо сожаления или сострадания. Запись прерывает таинственный убийца, стреляющий в героя.
- «Полная безнравственность» — лицо героя скрыто в тени. С явной гордостью он произносит, что это именно он отснял весь материал, показывая своё полное безразличие к судьбам пострадавших в инциденте.

### Персонажи
- Оператор — главный герой, оператор-новичок. Безмолвный персонаж, находящийся по ту сторону объектива, снимает все происходящее на камеру. В зависимости от концовки может отличаться внешне. В «безнравственной» концовке героя зовут Энди Стимбот, в «эротической» — Тэдди Снукер.
- Жан-Филипп Бриско — звукооператор, сопровождающий героя на протяжении всей игры. В отличие от репортёров, не может погибнуть в ходе прохождения.
- Энн Андерсон, Карли Рейз, Джастин Роудс, Паула Ортон и Марк Буквинкл — репортёры ZaKaTV, сопровождающие героя. Если один из них погибнет, другой займёт его место на следующем уровне.
- Памела Мартел — лучший репортёр ZaKaTV, сопровождает игрока на обучающем уровне. Гибнет от рук монстра, а позднее сама становится мутантом.
- Нина Валков — репортёр, встречающийся на одном из уровней. Вне зависимости от того, жив обычный репортёр или нет, Нина будет сопровождать героя на отдельном уровне игры.
- Дебора Флейр — глава ZaKaTV. Она отправила несколько съёмочных групп на место инцидента, не предупредив их об опасности. Хотя в игре это не раскрывается, Бриско считает её косвенно причастной к инциденту.

## Игровой процесс
Игрок берёт на себя роль оператора, наблюдая за всем происходящим через видоискатель видеокамеры. Героя сопровождают звукооператор и один из репортёров, которые могут помочь в исследовании. Для взаимодействия с окружающим миром используется «метка» — игрок помечает объект, чтобы репортёр мог с ним взаимодействовать. То же самое происходит в битвах с монстрами: игрок помечает противника, после чего репортёр атакует его своим оружием. Сам герой также может дать отпор, используя таранную атаку.
Основная цель игры — запись материала. Игрок может снимать различные объекты, монстров или репортажи, получая за это очки. Всего существует три вида очков: «тревога», «эротика» и «безнравственность». Первые даются за хорошую операторскую работу и съёмку интересных событий или объектов. Очки «эротики» можно заработать путём съёмки неприкрытых участков тел девушек-репортёров или съёмки порножурналов. «Безнравственные» очки начисляются за съёмку негативных событий: вместо спасения человека от монстра, игрок может просто снять происходящее, не пытаясь помочь. Количество очков, полученных за игру, определяет, какую концовку игрок увидит в финале.
Ещё одна особенность игры — возможность влиять на исход некоторых событий. Наибольшее значение это имеет при спасении репортёров: если игрок спасёт репортёра, то уровень продолжится, если нет — игра автоматически отправит игрока на следующий уровень, дав нового репортёра. Помимо смерти персонажа и невозможности полностью пройти уровень, в игре не предусмотрена система наказания игрока за смерть напарника. Это позволяет пройти игру быстрее, «убив» всех репортёров.

## Отзывы
| Сводный рейтинг    | Сводный рейтинг |
| Агрегатор          | Оценка          |
| ------------------ | --------------- |
| Metacritic         | 53/100          |
| Иноязычные издания |                 |
| Издание            | Оценка          |
| X-Play             | [ 2 ]           |

Michigan: Report from Hell получила «смешанные» отзывы по данным сайта Metacritic, несмотря на то, что страница игры была удалена. На декабрь 2004 года в Японии было продано 31667 копий игры. Игровой журнал Famitsu дали игре 30 баллов из 40.
В одном из интервью Гоити Суда признался, что игру не планировали выпускать в Европе. Более того, сам геймдизайнер не знал о релизе за пределами Японии.